# Polylaimium exile
Polylaimium exile är en rundmaskart som beskrevs av Nathan Augustus Cobb 1920. Polylaimium exile ingår i släktet Polylaimium och familjen Axonolaimidae. Inga underarter finns listade i Catalogue of Life.